# Srednekhorski
Srednekhorski (en rus: Среднехорский) és un poble (un possiólok) del krai de Khabàrovsk, a l'Extrem Orient de Rússia. El 2016 tenia 204 habitants. Pertany al districte rural de Lazó.